# واتسلاو کتوا
واتسلاو کُتوا (چکی: Václav Kotva; ۲۰ ژانویهٔ ۱۹۲۱ – ۲ نوامبر ۲۰۰۴) بازیگر اهل کشور جمهوری چک بود.
از فیلم‌ها یا برنامه‌های تلویزیونی که وی در آن نقش داشته‌است می‌توان به قطارهای در مراقبت شدید، غول من، جسدسوز، و دره زنبورها اشاره کرد.